# John Stuart Mackenzie
John Stuart Mackenzie (* 29. Februar 1860 in Springburn, Glasgow, Schottland; † 6. Dezember 1935) war ein britischer Philosoph. Er wurde in der Nähe von Glasgow geboren und studierte in Glasgow, an der University of Cambridge sowie an der Humboldt-Universität zu Berlin. Von 1884 bis 1889 war er Fellow an der Edinburgh University und von 1890 bis 1896 Fellow am Trinity College in Cambridge.  
Er lehrte von 1890 bis 1893 politische Ökonomie am Owens College in Manchester und wurde 1895 Professor für Logik und Philosophie am University College in Cardiff. 1934 wurde er zum Mitglied der British Academy gewählt.
Mackenzie war ein Hegelianer. Seine Position stand denen von Thomas Hill Green, Bernard Bosanquet und Edward Caird nahe.
Mackenzie war verheiratet mit Millicent Mackenzie, Professorin für Pädagogik am University College und die erste weibliche Professorin in Wales.

## Werke
- An Introduction to Social Philosophy:  The Shaw Fellowship Lectures at Glasgow. 1890, 2. Aufl. 1895
- A Manual of Ethics. 1893, 7. Aufl. 1910
- Outlines of Metaphysics. 1902, 2. Aufl. 1906
- Lectures on Humanism. 1907
- Outlines of Social Philosophie. 1918